# Ajax (programare)
Ajax (sau AJAX), prescurtare pentru Asynchronous JavaScript and XML, este o tehnică de programare pentru crearea de aplicații web interactive. Intenția este să facă paginile web să devină mai rapide și deci mai acceptate, prin schimbul în fundal al unor cantități mici de date cu serverul, astfel încât să nu fie nevoie ca pagina să fie reîncărcată la fiecare acțiune a utilizatorului. Aceasta are ca scop creșterea interactivității, vitezei și ușurinței în utilizare a aplicațiilor web.
Ajax nu este o tehnologie în sine. Termenul este folosit pentru definirea aplicațiilor web ce folosesc un ansamblu de tehnologii:
- HTML sau XHTML pentru structura semantică a informațiilor;
- CSS pentru prezentarea informațiilor;
- Javascript pentru interactivitate, pentru procesarea informațiilor prezentate;
- Obiectul XMLHttpRequest pentru schimbul și manipularea informațiilor într-o manieră asincronă cu server-ul web;
- XML este folosit de obicei pentru transferarea datelor între server și client, deși orice format funcționează, inclusiv HTML preformatat, text simplu etc.